# Pierre Daubenton
Pierre Daubenton (* 10. April 1703 in Montbard; † 14. September 1776) war ein französischer Rechtsanwalt, Politiker, Autor und Enzyklopädist.

## Leben und Wirken
Daubenton war ein Sohn von Jean Daubenton (1669–1736) und dessen Frau Marie Pichenot (* ca. 1680). Sein jüngerer Bruder war der Louis Jean Marie Daubenton. Er war in seiner Heimatstadt Montbard zunächst als Rechtsanwalt am dortigen Gericht (avocat au Parlement), später dann auch als Bürgermeister (maire), Festungskommandant (châtelain), Leutnant der Polizei und Offizier der ansässigen Armee (lieutenant général de police et colonel des armes) in der Stadt Montbard tätig.
Daubenton heiratete am 22. Oktober 1737 Bernarde Amyot. Georges-Louis Daubenton (1739–1785) war ihr Sohn. Georges-Louis Leclerc de Buffon war dessen Pate.
Daubenton war an naturgeschichtlichen Themen interessiert. Für die von Denis Diderot und Jean Baptiste le Rond d’Alembert von 1751 bis 1780 herausgegebene Encyclopédie verfasste Daubenton etwa 45 Einträge. Die meisten beschäftigten sich mit Bäumen.